# Joe Matt
Pour les articles homonymes, voir Matt.
Joe Matt est un auteur de bandes dessinées américain, né le 3 septembre 1963 à Lansdale en Pennsylvanie et mort le 18 septembre 2023 à Los Angeles (Californie). Il a vécu à Montréal, Toronto et dans le quartier de Los Feliz à Los Angeles.

## Biographie
Joe Matt naît le 3 septembre 1963 à Lansdale. Il suit des études au Philadelphia College of Arts. En 1987, il obtient son diplôme et commence à écrire et dessiner sa série autobiographique intitulée Peepshow. Il envoie des copies à des éditeurs dont Kitchen Sink et Drawn and Quarterly qui acceptent de publier ces planches dans diverses anthologies. Comme la production de ce comics est lente, Joe Matt travaille aussi en tant que coloriste. En 1988, il s'installe à Toronto où, avec Seth et Chester Brown, deux autres auteurs de comics, il forme le «Toronto Three».  En 1992, Kitchen Sink publie un premier tome reprenant ces bandes dessinées sous le titre Peepshow: The Cartoon Diary of Joe Matt.  En 1997, après que Kitchen Sink a disparu, Drawn & Quarterly le réédite sous le titre The Poor Bastard (no 1 à 6 de Peepshow). En 2002 , Drawn & Quarterly publie Fair Weather  (no 7 à 10)  qui est plus centré sur l'enfance, et en 2007, Spent, dont le sujet principal est la pornographie,.
Les thèmes principaux des séries de Joe Matt sont l'art, ses relations avec autrui et son addiction à la pornographie.
Joe Matt est très représentatif de la bande dessinée indépendante, en particulier dans le domaine du récit autobiographique. Il est édité par Drawn and Quarterly et entretient des liens d'amitié avec d'autres auteurs de ce groupe, comme Chester Brown et Seth, qu'il dessine souvent dans ses histoires.
Ainsi, Joe Matt critique et analyse sa vie ainsi que ses (nombreux) défauts et travers, sans complaisance aucune. Il se moque par exemple de son peu d'assiduité au travail et à la création artistique, préférant vivre sur le minimum qu'il gagne : ainsi, sa dernière parution date de novembre 2006 (Peep Show No 14). Il a ensuite annoncé travailler sur un graphic novel contant sa vie à Los Angeles ; à part quelques photos sur Instagram, on n'est sans nouvelles de lui et de sa prochaine bande dessinée.
Sa mort à Los Angeles à l'âge de 60 ans est annoncée le 18 septembre 2023 sur les réseaux sociaux par Matt Wagner,.

## Publications
En français :
- 2001 : Peep show, éditions Les Humanoïdes Associés, 168 pages (« vie quotidienne »)[6]
- 2004 : Strip-tease, éditions du Seuil, 90 pages (« vie quotidienne »)
- 2005 : Les Kids, éditions du Seuil, 108 pages (« enfance »)
- 2007 : Epuisé, éditions du Seuil (« vie quotidienne »)
- 2008 : Le pauvre type, éditions Delcourt (réédition de Peep show seules les deux dernières cases changent et changent donc la fin)

En anglais :
Comics (périodiques) :
- 1992-2006 : Peep Show, éditions Drawn & Quarterly, 14 numéros

Recueils :
- 1991 : Peep Show, éditions Kitchen Sink
- 1996 : The Poor Bastard, éditions Drawn & Quarterly (tiré du périodique Peep Show)
- 1998 : Joe Matt's Jam Sketchbook 1995-1998
- 2002 : Fair Weather, éditions Drawn & Quarterly (tiré du périodique Peep Show)

### Peep Show
Peep Show, création de Joe Matt, est une bande dessinée autobiographique qui se partage en deux périodes distinctes :
- la vie quotidienne de Joe Matt (d'abord sous forme d'histoires d'une page, puis de récits d'une vingtaine de pages),
- son enfance (dès 1995, périodique Peep Show No 7).

Dans la partie « vie quotidienne », Joe Matt raconte sans honte et sans réserve aucune, mais avec beaucoup d'humour, son manque d'adéquation à la vie en société, son comportement capricieux et insupportable envers sa petite-amie de l'époque, Trish, sa dépendance pour la pornographie, son caractère radin, égoïste, menteur, tricheur et envieux, sa propension maladive à collectionner divers objets bizarres… un bel exemple de loser (en).
Dans la partie « enfance », il revient sur son éducation d'enfant gâté dans un environnement fortement catholique.